# Земмельвайс клиникак (станция метро)
Земмельвайс клиникак (венг. Semmelweis Klinikák, Клиники имени Земмельвайса) — станция Будапештского метрополитена на линии M3 (синей).
Открыта в 1976 году в составе участка Деак Ференц тер — Надьварад тер.
Станция имеет выход на проспект Иллёи (Üllői út), длиннейшую улицу Будапешта, ведущую из центра города в юго-восточном направлении (вдоль неё на этом участке идёт линия M3), одна из 8 станций M3, расположенных вдоль этой улицы. Рядом со станцией расположено несколько клиник и медицинских учреждений, относящихся к медицинскому университету имени Земмельвайса.
6 сентября 2019 года станция была переименована в «Земмельвайс клиникак». 
На станции одна островная платформа. Станция колонного типа, на ней три ряда колонн, один расположен по центру, два - ближе к посадочным платформам.
7 марта 2020 года часть линии M3 между станциями «Надьварад тер» и «Ньюгати-пайаудвар» (кроме станций «Деак Ференц тер» и «Кальвин тер») закрыта на реконструкцию.